# Pocket-pc

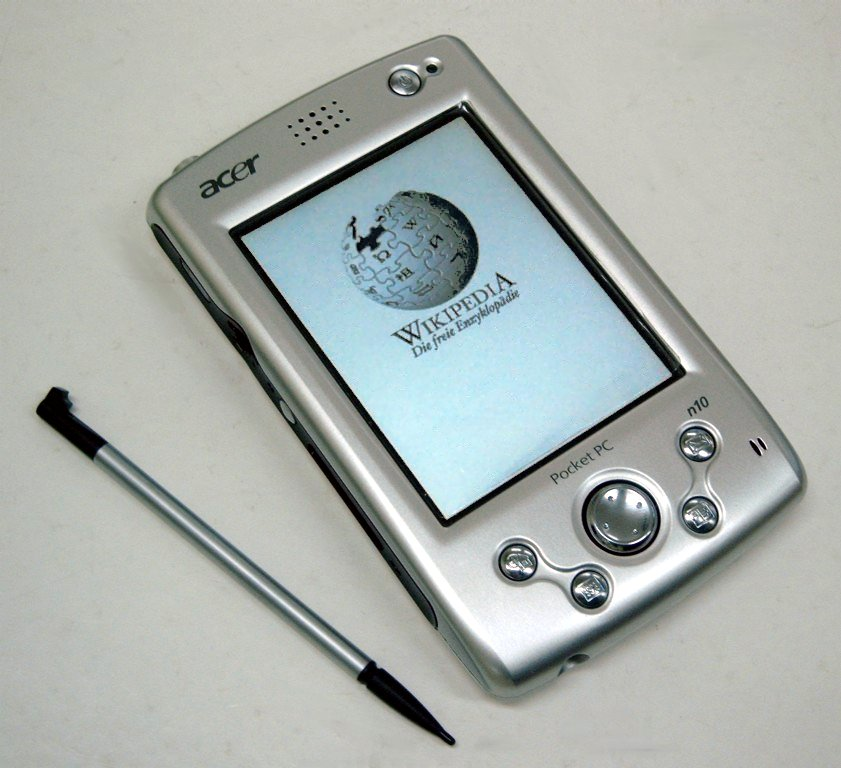
Pocket-pc

Een pocket-pc (afgekort P/PC of PPC) is een compacte computer, meestal met het formaat van een pda ('zakcomputer'), die draait onder een Windows Mobile-besturingssysteem en die voldoet aan de volgende voorwaarden:
- opgebouwd rondom een ARM-processor versie 4 (of hoger)-compatibele processoren
- aanvullende basissoftware in het ROM
- een aanraakscherm
- navigatietoetsen of een navigatievlak

Dit zijn de basisvoorwaarden, maar doorgaans wordt in dezelfde behuizing een aantal andere apparaten ondergebracht, zoals een Bluetooth-zender/ontvanger en een wifi-client. Ook kan een mobiele telefoon worden geïntegreerd. Andere gangbare (ingebouwde) randapparaten zijn een QWERTY-toetsenbord, gps-ontvanger, een camera, luidsprekers, microfoon en een radio-ontvanger. Wat mogelijk is met een pocket-pc is sterk afhankelijk van deze extra's. Wanneer de pocket-pc is uitgerust met Bluetooth kunnen ook op eenvoudige wijze externe randapparaten (gps-ontvanger, headset) draadloos worden aangesloten.

## Software
Voor dit platform is veel software beschikbaar. De nadruk ligt op zakelijke toepassingen. Het gehele Microsoft Office-pakket is beschikbaar, zij het in een in functionaliteit beperkte vorm. Een aantal leveranciers van navigatiesoftware levert ook een pocket-pc-versie. In combinatie met een gps-ontvanger (via Bluetooth of ingebouwd) ontstaat zo een volwaardig navigatiesysteem. Verder is veel software voor het beheer van persoonlijke informatie (contactpersonen, agenda, e-mail) te verkrijgen. Ook spelletjes en veel toepassingen rond weersvoorspellingen zijn voorhanden.

## Toepassing
Een pocket-pc is geen volwaardige personal computer. Door de beperkingen die worden opgelegd door de kleine behuizing en geringe batterijcapaciteit is hij ongeschikt voor 'zware' applicaties. Ook het ontbreken van een echt toetsenbord en muis en het doorgaans kleine beeldscherm eisen hun tol. Maar de kracht van het concept zit in de mogelijkheden als pda (agenda, contactpersonen). De toestellen met uitgebreide mogelijkheden zijn populair omdat ze zoveel functionaliteit verenigen waardoor de gebruiker met slechts één toestel op pad gaat, in plaats van met een telefoon, mp3-speler, camera en navigatiesysteem. In de praktijk blijkt echter dat die veelheid aan functies elkaar ook dwarszitten: met de pocket-pc aan je oor kun je geen gegevens noteren op het touchscreen; tijdens het voeren van een telefoongesprek kunnen instructies van navigatiesoftware onopgemerkt blijven; door het beperkte aantal knoppen moet de gebruiker veel toetsen gebruiken om een functie te bereiken.
Wanneer de pocket-pc is voorzien van een mobiele telefoon, kan deze via meerdere operators (waaronder KPN, T-Mobile Nederland en Vodafone) worden gebruikt voor internettoegang. Zo kan e-mail worden opgehaald en gelezen en kunnen webpagina's worden opgevraagd. Ook is het mogelijk om (in combinatie met een gps-ontvanger) informatie over een locatie op te halen, zoals satellietbeelden en plattegronden. Verder kunnen, afhankelijk van de capaciteiten van het apparaat, allerhande applicaties geïnstalleerd worden die de functionaliteit uitbreiden. Veelal maken deze applicaties gebruik van de connectiviteit van het apparaat om mobiel, makkelijk gegevens toegankelijk te maken.

## Productie
De grootste fabrikant van pocket-pc's is het Taiwanees bedrijf HTC. Dit bedrijf maakt de gsm-geïntegreerde toestellen voor verschillende merken, zoals Qtek en T-Mobile Nederland, en pocket-pc's voor Dell en Fujitsu Siemens. HTC heeft een marktaandeel van ca. 80% voor gsm-pocket-pc's.